# Anopheles cucphuongensis
Anopheles cucphuongensis är en tvåvingeart som beskrevs av Phan, Manh och Hinh 1990. Anopheles cucphuongensis ingår i släktet Anopheles och familjen stickmyggor.
Artens utbredningsområde är Vietnam. Inga underarter finns listade i Catalogue of Life.